# Françoise Morvan
Pour les articles homonymes, voir Morvan.
Françoise Morvan est une éditrice, traductrice, essayiste et dramaturge française, née en 1958 à Rostrenen.

## Biographie
Née à Rostrenen en Bretagne, Françoise Morvan suit ses parents dans la région parisienne et fait des études à la Sorbonne,. Elle obtient en 1980, à 22 ans, l'agrégation de lettres.
Françoise Morvan est titulaire d'un doctorat d'État. Sa thèse, soutenue en 1989 à l'université Rennes-II, porte sur Armand Robin,.
Elle soutient dans cette même université une thèse de doctorat d'université en littérature française sur François-Marie Luzel en 1997,.
Elle rencontre en 1985 André Markowicz, et collabore avec celui-ci, notamment pour la traduction de nombreux textes (dont le théâtre de Tchekhov) ainsi que pour la fondation des éditions Mesures, en 2017, afin d'éditer « de façon entièrement libre » les livres essentiels pour eux, à commencer par Sur champ de sable qui rassemble quatre volumes complémentaires rédigés tout au long de sa vie et qui forment le cœur de son travail.

## Œuvre
En guise de fil conducteur de sa production littéraire, Françoise Morvan revendique un « unique intérêt [,] la poésie et [un] unique but [,] la liberté d’écrire à [s]a guise », avec une prédilection pour « la poésie la plus simple et les textes pour enfants », et un attachement au souvenir de sa grand-mère, au « rêve d’une aïeule », affirmant n'avoir « jamais eu aucun désir d’en sortir » et y trouver « une source universelle ». Elle affirme ne voir aucune différence d'approche entre les différents domaines littéraires dans lesquels elle intervient, trouvant « aussi important de donner aux enfants des poèmes dignes d'eux que de donner à lire des contes populaires qui ne soient pas frelatés, de lutter contre la dérive identitaire et ses sous-produits ou de travailler les textes de Tchekhov avec les acteurs pour arriver à une plus grande précision ». Selon Fabienne Dumont et Sylvie Ungauer, son oeuvre est « en marge de tous les courants littéraires » et ses publications, « orientées par la recherche d'une forme de poésie libre ».

### Édition critique

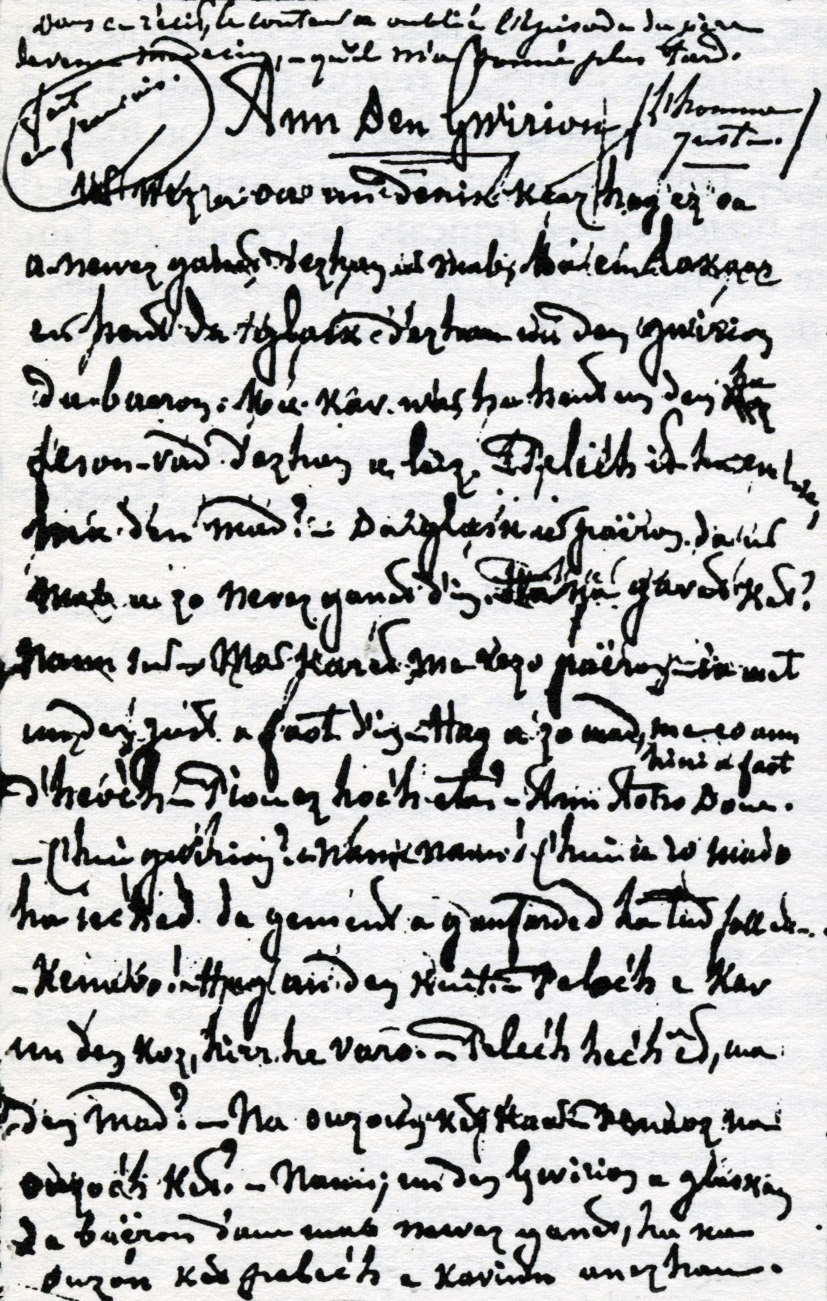
Page d'un carnet de François-Marie Luzel. Bibliothèque municipale de Rennes. Manuscrit 1031.

Après avoir dirigé en 1985 un numéro spécial de la revue Obsidiane consacré à Armand Robin où elle fait état de ses premières recherches sur cet auteur, Françoise Morvan a publié ses œuvres et notamment édité ses manuscrits conformément à leur forme originelle jusqu'alors tronquée (Fragments, éditions Gallimard), Richard Vautour notant qu'il s'agit d'un « remarquable travail de rassemblement, de dépouillement et de classement des textes de Robin ». Dans une recension publiée par Le Monde, Claire Paulhan relève que Françoise Morvan met « violemment en accusation » les précédentes éditions et estime qu'elle pratique « une sorte de terrorisme exégétique, de possessivité territoriale », dans le cadre d'un travail « certes scrupuleux, mais problématique dans la forme donnée à lire, trop passionnel quant au fond » et cite, pour justifier sa « gêne » mêlée d'« intérêt » le propos suivant de l'auteur : « En procédant par élimination, à force de recoupements, c'est un livre approximatif, certainement lacunaire, puisque seules des bribes en ont été recueillies, et désordonné […] Tel qu'il est, cependant, il bouleverse complètement la connaissance que l'on pouvait avoir de l'œuvre de Robin et amène à reconsidérer tout ce qui en était dit ». Elle a déposé à l'IMEC un ensemble d'archives concernant Armand Robin.
Elle a aussi publié les contes collectés par François-Marie Luzel (dix-huit volumes) dans une édition fondée, pour ceux inédits, sur le respect des manuscrits, qu'elle donne en fac-similé (Contes inédits III, carnets de collectage, en collaboration avec Marthe Vassallo) et en donnant toujours le texte bilingue lorsqu'il existait (Contes bretons, Presses universitaires de Rennes). Cette édition scientifique représente, selon Josiane Bru, un projet « impressionnant ». Françoise Morvan note que « le breton noté par Luzel (au XIXe siècle) était mêlé de mots français » et elle forme « l’hypothèse qu’il ne s’agit pas de documents qui auraient été perdus, mais qui, selon toute vraisemblance, n’auraient jamais existé. C’est Luzel qui, en les retranscrivant et en prenant appui sur une sorte de schéma écrit en breton, aurait selon le cas rédigé dans cette langue ou bien transposé directement en français »,. La question de savoir si « la compilation faite par Luzel au XIXe siècle devait ou non être transcrite dans une orthographe unifiée qui se trouve liée à des mouvements politiques » a fait l'objet d'une controverse entre Françoise Morvan et Pêr Denez,.
Outre la publication de Luzel, elle a élargi son travail au conte populaire français dans son ensemble et dirige la collection « Les grandes collectes » aux éditions Ouest-France : elle a ainsi publié les collectes de Jean-François Bladé (Gascogne), d'Amélie Bosquet (Normandie), d'Henry Carnoy (Picardie), d'Achille Millien (Bourgogne), de Frédéric Mistral (Provence) ou encore d'Auguste Stoeber (Alsace).
Françoise Morvan a par ailleurs publié les œuvres de Danielle Collobert aux éditions POL. Elle a également déposé à l'IMEC un ensemble d'archives concernant Danielle Collobert.

### Théâtre

#### Traduction d'O'Neill et de Synge
Françoise Morvan traduit en 1992, à la demande de Matthias Langhoff,, Désir sous les ormes, une pièce d'Eugene O'Neill. Elle conçoit alors cette incursion dans le domaine de la traduction théâtrale — qui restera « clandestine » jusqu'à sa publication 22 ans plus tard — comme une expérience « aussi ponctuelle qu'atypique », n'étant « ni spécialiste de traduction, ni spécialiste de littérature américaine, ni de théâtre, ni de linguistique ». Eugene O'Neill utilise dans cette pièce un dialecte anglo-irlandais inspiré du théâtre de John Millington Synge,. Françoise Morvan prend le parti de traduire la langue d'O'Neill, « l'anglo-irlandais tel qu'il a pu l'entendre autour de lui, c'est-à-dire un anglais fortement marqué par les structures du gaélique », par « la langue que l'on parlait autour [d'elle] en Basse-Bretagne dans [s]on enfance — langue non reconnue, non répertoriée, ignorée de ceux-là mêmes qui la parlent encore […] un français transformé par l'accentuation du breton, par sa syntaxe et par les inclusions de mots intraduisibles, sonores, brefs ». Elle note qu’O'Neill « n’a pas copié un sociolecte ; il l’a réinventé, travaillé, retravaillé ». Il s'agit selon elle d'une « langue de poésie », à laquelle elle fait correspondre « un français reconstruit de l’intérieur par le breton », qu'elle « utilis[e] là pour la première fois, et de manière tout à fait hasardeuse ». Elle tire de cette expérience la conclusion que « traduire un sociolecte, c’est d’abord traduire une situation d’élocution […] [ce] n’est jamais seulement traduire une langue mais un texte qui la met en scène, inséparablement de la représentation dans son tout »,. Cette traduction de la pièce, qui, selon Catherine Robert, « lui imprime un rythme de mélopée et la pare de néologismes poétiques avec une inventivité sémantique jouissive », est nommée pour le Molière 1993 de l'adaptation théâtrale.

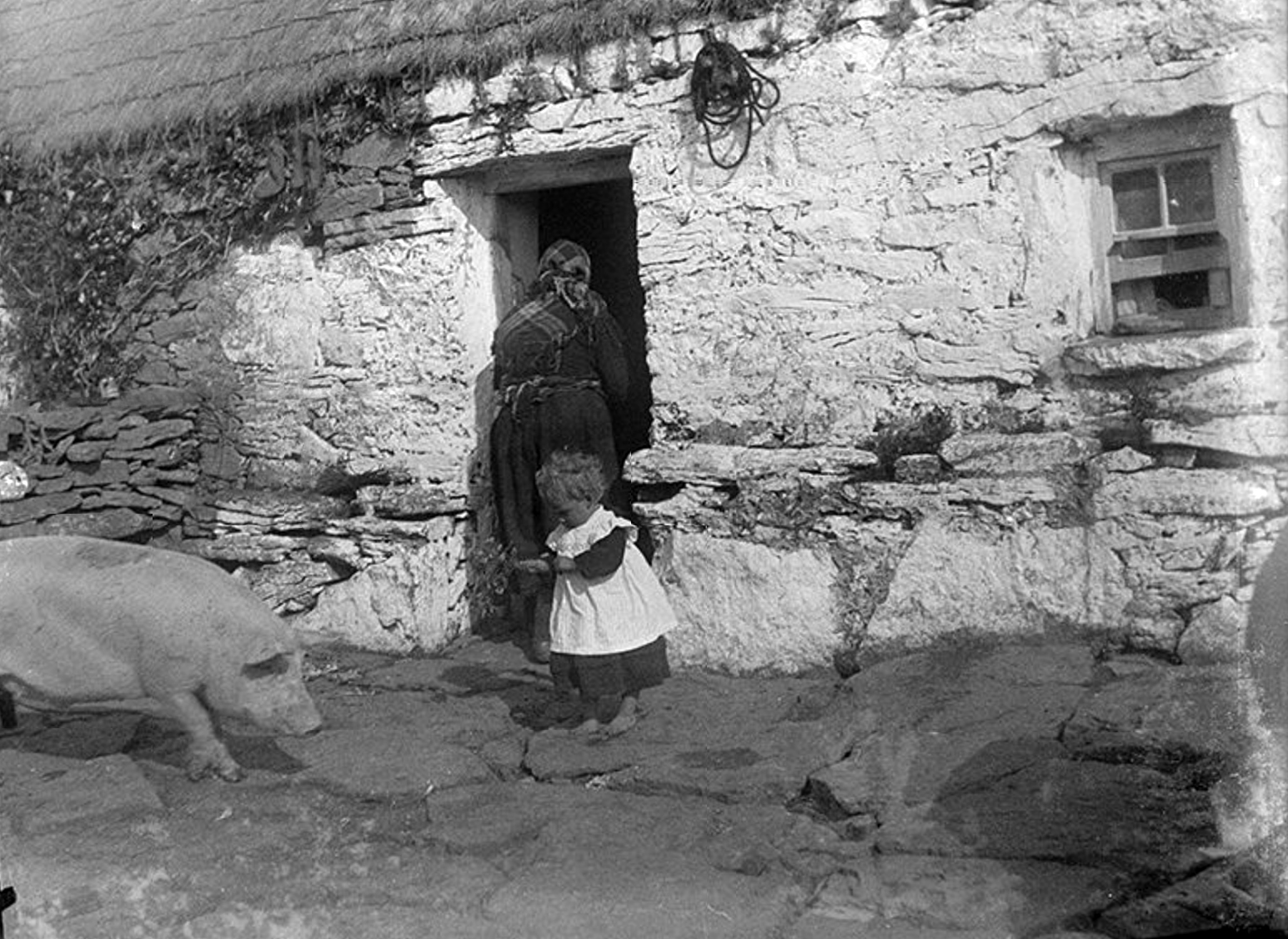
Selon Françoise Morvan, les photos prises par Synge seraient la meilleure introduction à son monde.
Sur celle-ci, prise vers 1900 sur l'île d'Inis Meáin, l'enfant au centre serait un petit garçon habillé en fille pour empêcher qu'il ne soit enlevé par les fées.

Cette première expérience l'a amenée à traduire le théâtre complet de John Millington Synge, à commencer par Le Baladin du monde occidental, qu'elle traduit en 1992 et dont elle propose, avec raison selon Jérôme Thelot et Jean-Claude Forêt, de rendre le titre par Le Beau parleur des terres de l'Ouest. Elle souligne dans son introduction à l'édition du Théâtre complet que « le théâtre de Synge est né d’une langue » et que « l’une des raisons du scandale provoqué par le Baladin du monde occidental tient à cette langue »,. Rappelant le propos de James Joyce sur Synge, « il a écrit dans une sorte de langue fabriquée »,, elle souligne la caractéristique de l'anglo-irlandais de Synge, d'être en même temps une « langue paysanne » et une « langue duelle », et les difficultés engendrées par cette « langue bâtarde » pour le traducteur, qui doit « braver l'interdit qui touche le mal-dit » sans « rectifier le texte » ni « se perdre dans l'incertitude de l'entre-deux ». Elle choisit, pour restituer cette langue, la ressource d'une langue qui lui est « naturelle », celle que « tout le monde parlait autour [d'elle] en Bretagne, et qui était du breton parlé en français – une langue duelle aussi, une langue paysanne », tout en précisant que « cette expérience ne se justifie par aucune parenté mystique des langues celtiques, par aucune parenté syntaxique entre le breton et l’irlandais », mais plutôt par « une attitude d’esprit, un mélange d’humour et de pessimisme, sur fond de passion pour le langage ». Elle conçoit sa traduction comme l'invention d'une langue « qui soit à la fois perçue comme surprenante mais compréhensible, maladroite mais efficace, paysanne mais scandée », le recours au « breton pensé en français pour traduire l'anglo-irlandais » n'ayant pas pour but de « procéder à une transposition terme pour terme ». Plusieurs critiques notent la qualité de la traduction, jugée certes « libre », mais « très belle », voire « magnifique », « fruitée », « charnu[e] »,« drue et fluide », Brigitte Salino estimant cependant, dans Le Monde, qu'en allant « puiser dans le breton des équivalents au gaélique », cette traduction n'est pas sans « frôler » un certain « naturalisme ». Le choix de Françoise Morvan de « s'inspire[r] du breton pour traduire l’anglo-irlandais de Synge, substituant un dialecte celte par un autre qui permet, selon elle, de recréer les qualités poétiques de l’original », dont René Solis, dans Libération, souligne qu'il est guidé par son expérience personnelle. Marie-Sylvine Müller considère la traduction de Françoise Morvan comme « un exemple heureux de […]correspondance entre dialectes ». En revanche, Jean-Michel Déprats, l'auteur d'une précédente traduction du même texte, y voit « une entreprise [qu'il dirait] militante », dont le projet serait « de faire entendre sur le théâtre une langue populaire élevée au rang de langue poétique. ». Si cette traduction « séduit par le choix heureux d’expressions colorées, imagées, qui donnent la sensation d’une langue populaire, juteuse, « aussi pleine de suc qu’une pomme ou qu’une noix » (pour reprendre les mots de Synge dans sa préface) », il lui reproche, sur le plan syntaxique, « une volonté de prosaïsation, d’alourdissement, de surenchère, qui [l'] amène souvent […] à rendre comme marqué un tour qui n’est pas nécessairement marqué dans l’original. »

#### Traduction de Tchekhov
Françoise Morvan a également traduit, avec André Markowicz, le théâtre complet de Tchekhov,, le débarrassant « de l'image languissante et nostalgique qui lui a longtemps collé à la peau, pour retrouver son âpreté et sa modernité ». Ils en sont, selon Le Monde en 1996, « les meilleurs traducteurs français à ce jour », Anne-Marie Le Baillif estimant de son côté que leurs traductions de Tchekhov sont « très appréciées ». Si Brigitte Salino les considère, à l'occasion d'une mise en scène de La Mouette par Alain Françon, comme « le couple salvateur du répertoire russe », Monique Seyler estime en revanche que leur traduction de cette pièce « ne diffère pas grandement des traductions dont nous disposions jusqu'alors » et, à son avis, « n'est nullement à l'origine d'une nouvelle lecture de Tchekhov ». Dans plusieurs entretiens, André Markowicz précise que cette traduction est « une œuvre à deux mains, qui appartient d'ailleurs, en fin de compte, bien plus à Françoise qu'à moi […] même si, après quinze ans de travail, on continue à m'attribuer, à moi seul, ces traductions »,. Il ajoute ailleurs : 

« si je traduis Tchekhov, c'est que ce n'est pas moi qui traduis — c'est Françoise et moi. En fait, le texte français […] est presque entièrement de Françoise, et le rythme de la phrase, l'intonation, ils viennent de ce que j'entends du texte russe […] Nos exigences se sont enrichies mutuellement. »

 Leur première traduction en commun est celle de Platonov, en 1990, à la suite d'une commande de Georges Lavaudant. Répondant à des critiques qui contestent le « parti pris de modernité » de cette traduction, Françoise Morvan précise « qu'avant d'utiliser un mot nous avions vérifié qu'il était employé à l'époque de Tchekhov ». Elle insiste sur leur « chance [qui] a été de ne pas traduire seuls mais en relation constante avec des metteurs en scène et des comédiens […] ce ne sont pas des traductions à quatre mains, mais à vingt, à cent mains ». Leur traduction de La Mouette, qui s'attache à « l'intrusion de l'oralité » et aux « effets de réel » cherche à mettre en valeur « le jeu des mots clés, des indices qui circulent dans toute [une] pièce et sont repris par tous », par exemple « des mots récurrents, de légers écarts stylistiques, des tournures syntaxiques un peu étranges ». Françoise Morvan note ainsi, à propos de la traduction des Trois Sœurs, que l'expression peu importe et ses variantes, « reprise plus de vingt fois, s'impose jusqu'à devenir le mot de la fin » et suggère que ce « travail discret, méticuleux » peut être mis en rapport avec celui du traducteur : 

« être attentif aux indices ; ne pas les effacer ; attendre, parfois jusqu'à la fin, d'avoir compris ce qu'ils signifient, et à quoi, ou à quelle exigence, ils répondent ; surtout, ne pas trancher entre l'humour et le tragique ; garder l'ambivalence et la maladresse, la banalité un peu cassée qu'il serait si tentant de corriger. »

Elle a obtenu avec André Markowicz le Molière 2006 de la meilleure adaptation théâtrale pour leur traduction du Platonov de Tchekhov, mise en scène par Alain Françon.

#### Autres travaux pour le spectacle

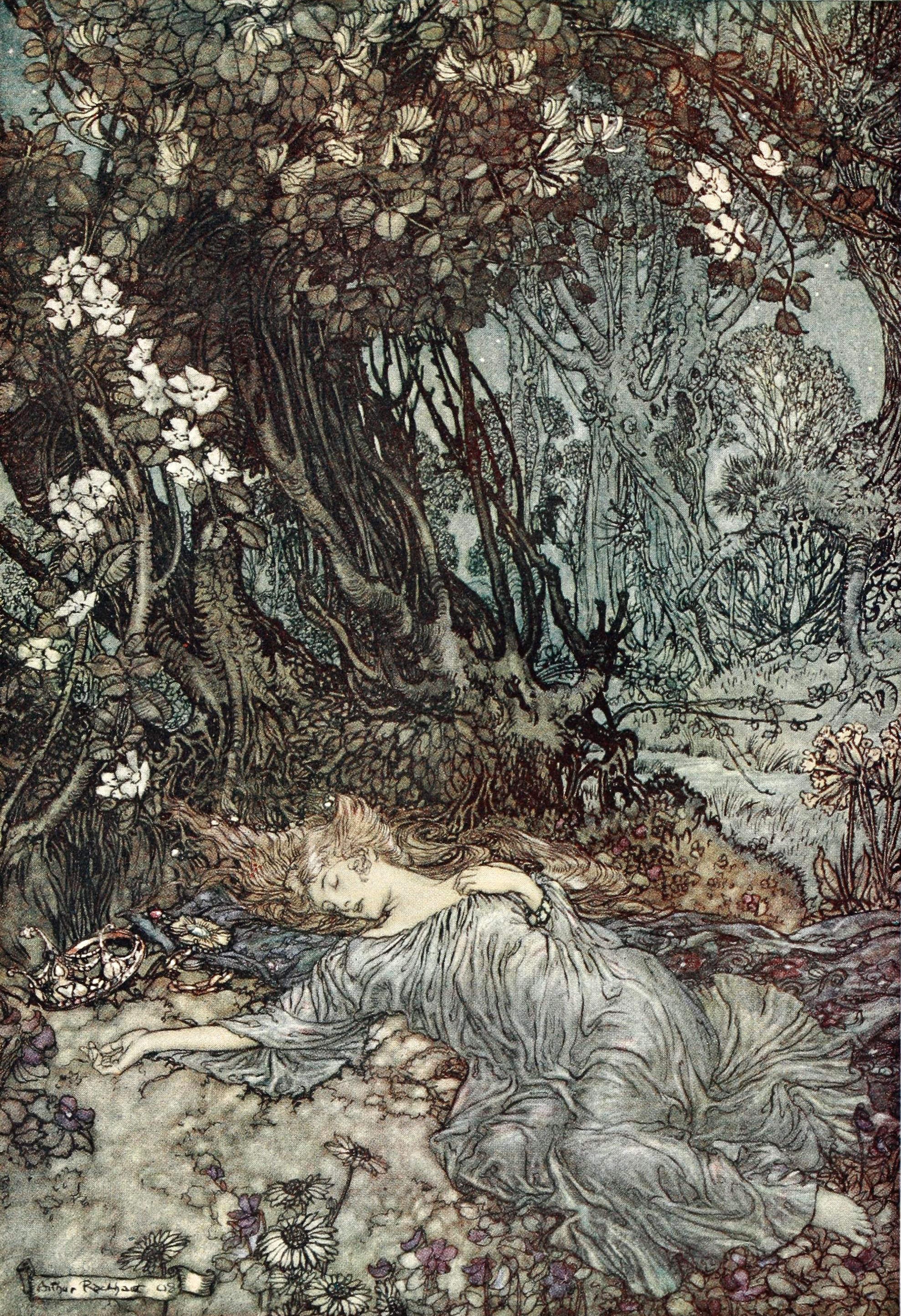
Titania dormant, illustration d'Arthur Rackham pour Le Songe d'une nuit d'été (1909).

Françoise Morvan a également fait la traduction et la présentation du Songe d'une nuit d'été de Shakespeare, toujours avec André Markowicz, en veillant particulièrement au respect de la musicalité et de la métrique du texte original ; elle l'a également adapté sous le titre Le Jeu du songe.
Elle a écrit quelques spectacles pour la compagnie de l'Entresort, Le Pain des âmes, adapté des contes de Luzel, D'un buisson de ronces, adaptée de textes d'Armand Robin, Sainte Tryphine et le Roi Arthur, adapté de la pièce du même nom de Luzel,,.
Son poème Navigation, une libre adaptation du récit médiéval du voyage de St Brendan,, a fait l'objet d'une mise en musique par Hervé Lesvenan en 2002, et a été publié en 2005 dans la revue Europe. Françoise Morvan a par ailleurs écrit le livret de l'opéra Le Balcon de Péter Eötvös, adapté de l’œuvre homonyme de Jean Genet en collaboration avec Peter Eötvös et André Markowicz,.
Elle est également la co-scénariste du film d'animation Bisclavret, tiré de sa propre traduction du lai de Bisclavret de Marie de France.

### Littérature jeunesse
La Gavotte du mille pattes (Actes sud junior) a été le premier de ses livres pour enfants, suivi par des livres de contes (La Femme du loup gris, L'École des loisirs ; Lutins et lutines, Librio). Elle écrit mais aussi traduit et adapte du russe plusieurs albums jeunesse publiés aux éditions MeMo dont Le Kraspek en 2012. Ludivine Bouton-Kelly note à propos de sa traduction Petit Brown d’Isobel Harris (2011) et du Bord du monde de Shel Silverstein (2012) qu'elle « privilégie l’oralité et les qualités sonores des textes qu’elle traduit », en insistant « sur l’importance du rythme, sur la cohérence qu’il apporte au texte, au-delà des significations ». À l'occasion de la traduction en 2016 de La Fenêtre de Kenny de Maurice Sendak, elle est inscrite en 2018 sur la liste d'honneur de l'Union internationale pour les livres de jeunesse.
Elle utilise la poésie à destination des enfants comme un outil ludique pour l'apprentissage de la langue.

### Poésie
La poésie occupe une place centrale dans le travail de Françoise Morvan. À propos de Sur champ de sable, Marie N'Diaye écrit : « Françoise Morvan a fait paraître chez Mesures, entre autres, une tétralogie poétique : Sur champ de sable, tel est le titre mystérieusement héraldique qui rassemble Assomption, Buée, Brumaire, Vigile de décembre. Chaque recueil évoque une Bretagne (on le pressent, on le devine, le nom même n’est jamais cité me semble-t-il) où se coulent furtivement dans les herbes animaux et sylphes, renards et fées, où les vieux meubles vivent et s’expriment dans l’obscurité de maisons vaguement inquiétantes... Aucun « je », aucun « nous » ne prend la parole, seul un « on » discret, ténu mais obstiné, vaillant s’énonce parfois, et c’est ainsi que les poèmes paraissent être écrits au genre neutre – un genre trompeusement doux, faussement paisible comme le silence du village ». Les quatre volumes de Sur champ de sable sont complétés par L'Oiseau-loup et Pluie, ces six volumes formant le cœur d'un ensemble.

### Ouvrages sur le mouvement breton

#### Le Monde comme si
Le Monde comme si est un essai de Françoise Morvan, publié en 2002, sur le breton et le « mouvement breton », à partir de sa propre expérience. Le livre présente une critique sur un ton à la fois amer et humoristique. Le livre n'avait pas une portée scientifique.
Ce livre « remarqué et polémique » a fait l'objet d'une couverture dans la presse nationale, ainsi que de plusieurs références universitaires et a suscité des critiques, en particulier au sein du mouvement breton.

#### Miliciens contre maquisards
En 2010, Françoise Morvan publie Miliciens contre maquisards : enquête sur un épisode de la Résistance en Centre-Bretagne qui présente et commente la rafle du 11 juillet 1944 à et autour de Saint-Nicolas-du-Pélem à partir du récit de Guillaume Le Bris publié précédemment sous le titre Échos d'outre-tombe. L'ouvrage est divisé en trois parties : une synthèse du récit de Guillaume Le Bris confrontant deux versions de celui-ci, une enquête dans les archives et des documents tirés de ces dernières. Il s'agit selon elle d'une « enquête sur la trahison de la Résistance en Bretagne », qui met en lumière l'engagement de « nationalistes bretons aveuglés » dans la collaboration,,. Selon Jacqueline Sainclivier, Françoise Morvan, dans son enquête, poursuit un double objectif : « éclaircir » les faits et « démontrer les liens entre le Bezen Perrot et l’ensemble du mouvement nationaliste et régionaliste breton ». Elle lui reproche toutefois de ne pas avoir une approche critique de ses sources et de pratiquer un « amalgame entre travail historique et prises de position » qui confond les faits et la « mémoire populaire », considérant au total que l'enquête est « entachée par des règlements de compte qui n’ont pas leur place dans un travail qui prétend relever de l’histoire ». Françoise Morvan souligne en réponse avoir cité les récits disponibles d'historiens.

### En tant qu'autrice
- Armand Robin : bilan d'une recherche, thèse d'État, université de Lille III (tomes 1-2-3), 2685 p, 1990[144].
- La Gavotte du mille-pattes, illustrations de Claude Lapointe, Actes Sud, 1996 (BNF 35815759).
- Vie et mœurs des lutins bretons, Actes Sud, 1998 (BNF 36711281).
- La Douce Vie des fées des eaux, Actes Sud, 1999 (BNF 37057730).
- François Marie Luzel. Enquête sur une expérience de collectage folklorique en Bretagne, Presses universitaires de Rennes et Éditions Terre de Brume, 1994, (BNF 37674133).
- Lutins et lutines, EJL, 2001 (BNF 38824507).
- Le Monde comme si : Nationalisme et dérive identitaire en Bretagne, Actes Sud, 2002 (BNF 38921792).
- Les Morgans de l'île d'Ouessant, d'après un conte recueilli par François-Marie Luzel, illustrations d'Émilie Vanvolsem, Ouest-France, 2006 (BNF 40185188)[n 9].
- Les Morgans et la fille de la terre, d'après un conte recueilli par François-Marie Luzel, illustrations d'Émilie Vanvolsem, Ouest-France, 2006 (BNF 42457777).
- Le Follet domestique, encore dit gobelin ou goubelin, France-culture, réalisation Christine Bernard-Sugy[146].
- Tout ce que vous avez toujours voulu savoir sur les lutins, France Culture, 2006, réalisation Christine Bernard-Sugy[147].
- Comment j’ai tué ma prof de gym, France Culture, 2006, réalisation Meiron Merson[148].
- La Vraie Vie des fées, France Culture, 2007, réalisation Jean-Matthieu Zahnd[149].
- Les Longs Nez, France Culture, 2008, réalisation Michel Sidorof[150].
- Le Conte de la vache à corne de lune, France Culture, 2008, réalisation Jean-Matthieu Zahnd[151].
- Miliciens contre maquisards, Ouest-France, 2010 (BNF 42201546).
- Contes de Bretagne, enregistrement sonore, contes dits par Françoise Morvan d'après François-Marie Luzel, Ouest-France, 2010 (BNF 42251861).
- Le Kraspek, d'après le conte russe recueilli par Alexandre Afanassiev, illustrations d'Étienne Beck,MeMo, 2012 (BNF 42657342).
- Les Joies du logis, illustrations d'rène Bonacina, MeMo, 2013 (BNF 43664214).
- La Saga des petits radis, illustrations de Florie Saint-Val, MeMo, 2013 (BNF 43664229).
- Le Grand Livre des contes, illustrations d'Arthur Rackham, Ouest-France, 2013 (BNF 43711966).
- Le Livre des fées, des elfes et des lutins, illustrations d'Arthur Rackham, Ouest-France, 2013 (BNF 43712734).
- La Ronde des mois, illustrations de Julia Woignier, MeMo, 2014 (BNF 44225614).
- ABC Alphabet galopin, illustrations de Françoise Seignobos, MeMo, 2015[152].
- Sur champ de sable :
- Assomption, éditions Mesures, 2019
- Buée, éditions Mesures, 2019
- Brumaire, éditions Mesures, 2019
- Vigile de décembre, éditions Mesures, 2019
- L'Oiseau-loup, éditions Mesures, 2021
- Pluie, éditions Mesures, 2021
- Le Culte des racines et l'Europe des régions, collection Libelle, éditions du Seuil, 2023  (ISBN 978-2-02-153489-4).

### En tant que traductrice
- Le Destin de feu, Alexei Remizov, traduit du russe avec André Markowicz, Clémence Hiver, 1989 (BNF 35027806).
- Platonov, Anton Tchekhov, traduit du russe avec André Markowicz, Solin, 1990 (BNF 35552618). Traductions remaniées publiées par Actes Sud, 2002 (BNF 39085347) ; Les Solitaires intempestifs, 2004 (BNF 39216932) ; Actes Sud, 2014 (BNF 44203302)[n 6].
- La Cerisaie, Anton Tchekhov, traduit du russe avec André Markowicz, Actes Sud, 1992 (BNF 35533331) ; traduction revue et corrigée Actes Sud, 2002 (BNF 38899320)[n 10].
- Les Trois Sœurs, Anton Tchekhov, traduit du russe avec André Markowicz, Actes Sud, 1993 (BNF 35580103) ; traduction revue et corrigée Actes Sud, 2002 (BNF 38909484)[n 8].
- Le Baladin du monde occidental, John Millington Synge, précédé de J.M. Synge et l'Irlande de son temps, William Butler Yeats, traduction respectivement de l'anglo-irlandais et de l'anglais, Folle Avoine, 1993 (BNF 35605028). Traduction remaniée publiée dans le Théâtre de Synge, Actes Sud, 1996 (BNF 35817215) ; puis dans le Théâtre complet, Les Solitaires intempestifs, 2005 (BNF 40002684)[n 5].
- Cavaliers de la mer, suivi de  L'ombre de la vallée, John Millington Synge, traduction de l'anglo-irlandais, Folle Avoine, 1993 (BNF 35605055)[164]. Traduction remaniée publiée dans le Théâtre de Synge, Actes Sud, 1996, puis dans le Théâtre complet, Les Solitaires intempestifs, 2005.
- Oncle Vania, Anton Tchekhov, traduit du russe avec André Markowicz, Actes Sud, 1994 (BNF 35687161) ; traduction revue et corrigée Actes Sud, 2001 (BNF 38801116)[n 11].
- Deirdre des douleurs, John Millington Synge, traduction de l'anglo-irlandais, Folle Avoine, 1994 (BNF 35687135). Traduction remaniée publiée dans le Théâtre de Synge, Actes Sud, 1996, puis dans le Théâtre complet, Les Solitaires intempestifs, 2005[n 12].
- L'Homme des bois, Anton Tchekhov, traduit du russe avec André Markowicz, Actes Sud, 1995 (BNF 35812443) ; traduction revue et corrigée Actes Sud, 2009 (BNF 42018881)[n 13].
- La Fontaine aux saints, John Millington Synge, traduction de l'anglo-irlandais, Folle Avoine, 1995 (BNF 37086536). Traduction remaniée publiée dans le Théâtre de Synge, Actes Sud, 1996, puis dans le Théâtre complet, Les Solitaires intempestifs, 2005[n 14].
- La Mouette, Anton Tchekhov, traduit du russe avec André Markowicz, Actes Sud, 1996 (BNF 35805580)[n 7].
- Long voyage du jour à la nuit, Eugene O'Neill, traduction de l'américain, L'Arche, 1996 (BNF 35856147)[n 15].
- Arbres d'hiver, Sylvia Plath, traduction de l'américain, Gallimard, 1999 (BNF 37082758)[177].
- Ivanov, Anton Tchekhov, traduit du russe avec André Markowicz, Actes Sud, 2000 (BNF 37118705)[n 16].
- Drame de chasse, Anton Tchekhov, traduit du russe avec André Markowicz, Actes Sud, 2001 (BNF 37638048).
- Le Lai du rossignol et autres lais courtois, Marie de France, traduction de l'anglo-normand, EJL, 2001 (BNF 38805405).
- Nanny sort ce soir, Seán O'Casey, traduction de l'irlandais, 2002, inédit[n 17].
- Dynamo, Eugene O'Neill, traduction de l'américain, 2003, inédit[n 18].
- Le Moine noir, Anton Tchekhov, traduction du russe avec André Markowicz, Les Solitaires intempestifs, 2004 (BNF 39146217).
- Le Songe d'une nuit d'été, William Shakespeare, traduction de l'anglais avec André Markowiz, Les Solitaires intempestifs, 2004 (BNF 39185928)[184].
- Quand la poésie jonglait avec l'image, Samuel Marchak, traduction du russe avec André Markowicz, illustrations de Vladimir Lebedev, Les Trois Ourses, 2005 (BNF 39949127)[185].
- Pièces en un acte, Anton Tchekhov, traduction du russe avec André Markowicz, Actes Sud, 2005 (BNF 40080303).
- Le petit bout manquant, Shel Silverstein, traduit de l'américain, Les Trois Ourses, 2005 (BNF 40094862).
- P'tigars-P'tidoigt , Alexandre Afanassiev, traduit du russe avec André Markowicz, illustrations d'Étienne Beck, Les Trois Ourses, 2006 (BNF 41059947).
- Comptines de ma mère l'oie, Susie Morgenstern, traduit de l'américain, illustrations d'Arthur Rackham et Louis Dunoyer de Segonzac, Actes Sud, 2007 (BNF 41167391).
- Châtaigne d'Anton Tchekhov, traduction du russe avec André Markowicz et adaptation, France Culture, 2006, réalisation Anne Lemaître[186].

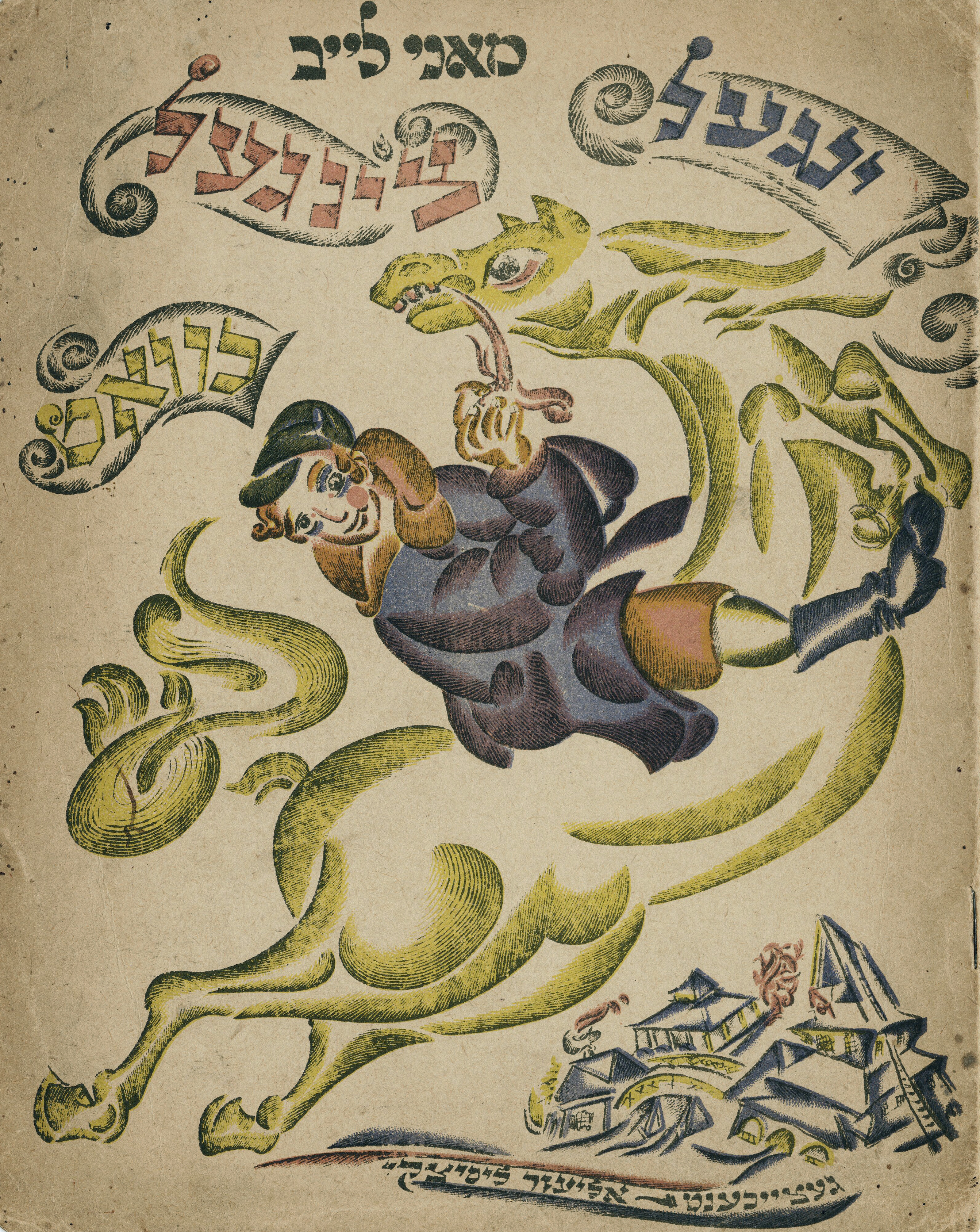
Couverture de l'édition originale (1919) de Yingl tsingl khvat de Mani Leib, illustré par El Lissitzky et traduit en français sous le titre Filourdi le dégourdi.

- Filourdi le dégourdi, Mani Leib (en), traduction du yiddish, illustrations d'El Lissitsky, Éditions du Sorbier, 2008 (BNF 41230603)[187].
- Lais, Marie de France, traduction de l'anglo-normand, Actes Sud, 2008 (BNF 41332060)[n 19].
- Quand le chat n'est pas là, John Crombie, traduction de l'anglais, illustrations de Sheila Bourne, Les Trois Ourses, 2008 (BNF 41395788).
- Déguisons nous, Remy Charlip, traduction de l'anglais, illustrations de Remy Charlip, Memo, 2008 (BNF 41417916).
- Mon premier livre de contes et de comptines, Franciszka Themerson, traduction de l'anglais, illustrations de Franciszka Themerson, Les Trois Ourses, 2009 (BNF 41427860).
- La Farce de Maître Pathelin, traduction en français moderne, Actes Sud, 2009 (BNF 41427860).
- Fables, Marie de France, traduction de l'anglo-normand, Actes Sud, 2010 (BNF 42259600).
- Baba Yaga, Teffi d'après Alexandre Afanassiev, traduction du russe, illustrations de Nathalie Parain, MeMo, 2010 (BNF 42303910)[190].
- Le petit Brown, Isobel Harris, traduction de l'américain, illustrations d'André François, MeMo, 2011 (BNF 42517545)[191].
- Le Roi Lear, William Shakespeare, traduction de l'anglais avec André Markowicz, Les Solitaires intempestifs, 2012 (BNF 42591715).
- Mon chat personnel et privé spécialement réservé à mon usage particulier, Sandol Stoddard, traduction de l'américain, illustrations de Remy Charlip, MeMo, 2012 (BNF 42640583).
- Le Bord du monde, Shel Silverstein, traduction de l'américain, illustrations de Shel Silverstein, MeMo, 2012 (BNF 42692954).
- Désir sous les ormes, Eugene O'Neill, traduction de l'anglo-irlandais, L'Arche, 2014 (BNF 43793599)[n 4].
- Le Maître et Marguerite, Mikhaïl Boulgakov, traduit du russe avec André Markowicz, Inculte, 2020.

### En tant qu'éditrice scientifique
- Œuvres d'Armand Robin
  - La Fausse parole, Plein Chant, 1979 (BNF 34678865) ; nouvelle édition augmentée de  Outre-Écoute , Le Temps qu'il fait, 1985 (BNF 37018187).
  - Armand Robin, dossier publié par la revue Obsidiane, 1985 (BNF 34771520).
  - Écrits oubliés, Ubacs, 1986 (BNF 34307357).
  - Écrits oubliés 2, Ubacs, 1986 (BNF 34878803).
  - Essais critiques, Ubacs, 1986 (BNF 34916361).
  - Poésie sans passeport, Ubacs, 1990 (BNF 35350181).
  - Fragments, Gallimard, 1992 (BNF 35493215).
  - Le cycle du pays natal, La Part commune, 2000 (BNF 37678298).
- Œuvres de Danielle Collobert
  - Œuvres II, POL, 2005 (BNF 39988000).
- Œuvres de François-Marie Luzel, Presses universitaires de Rennes et Éditions Terre de Brume, collection « François-Marie Luzel »
  - Journal de route et lettres de mission, 1994 (BNF 36684915).
  - Contes bretons, illustration de Théophile Busnel, 1994 (BNF 35772811).
  - Contes inédits, 3 tomes, 1994 (BNF 35772828), 1995 (BNF 35789284) et 1996, ce dernier en collaboration avec Marthe Vassallo (BNF 35824126).
  - Contes du boulanger, 1995 (BNF 36983183).
  - Nouvelles veillées bretonnes, 1995 (BNF 35812661).
  - Correspondance : 1852 - 1892 de Luzel avec Ernest Renan, 1995 (BNF 36686200).
  - Contes retrouvés, 2 tomes, 1995 (BNF 35794406) et 1999 (BNF 37045510).
  - Contes populaires de la Basse Bretagne, 3 tomes, 1996 (BNF 35815001), 1996 (BNF 35846375), 1996 (BNF 35850871).
  - Notes de voyage en Basse-Bretagne du Trégor aux îles d'Ouessant et de Bréhat, 1997 (BNF 36190915).
  - Légendes chrétiennes de la Basse-Bretagne, 2001 (BNF 37713143).
  - Sainte Tryphine et le roi Arthur, 2002 (BNF 41012288).
  - Veillées bretonnes, 2002 (BNF 38971985).
- Collection « Les grandes collectes » aux Éditions Ouest-France
  - Contes de Gascogne [collectés par] Jean-François Bladé, 2004 (BNF 39176491).
  - Légendes de Normandie, [collectés par] Amélie Bosquet, 2004 (BNF 39182975).
  - Contes de Picardie, [collectés par] Henri Carnoy, 2005 (BNF 39913042).
  - Contes d'Auvergne, [collectés par] Henri Pourrat, Félix Remize et Paul Sébillot, 2005 (BNF 40137138).
  - Contes du Poitou, [collectés par] Léon Pineau, 2006 (BNF 40137133).
  - Contes de Basse-Bretagne, [collectés par] François-Marie Luzel, 2007 (BNF 440998537).
  - Fantômes et Dames blanches, [contes collectés par] François-Marie Luzel, 2007 (BNF 40979803).
  - Contes de Haute-Bretagne, [collectés par] Paul Sébillot, 2008 (BNF 40998533).
  - Contes de Bourgogne, [collectés par] Achille Millien, 2008 (BNF 41252931).
  - Contes de Provence, [collectés par] Frédéric Mistral, 2009 (BNF 41444855).
  - Légendes d'Alsace, [collectées par] Auguste Stoeber, traduit de l'allemand par Paul Desfeuilles, 2010 (BNF 42149639).
  - Contes des Landes, [collectés par] Félix Arnaudin, texte établi et présenté par Guy Latry, 2011 (BNF 42447376).
  - Contes de Lorraine, [collectés par] Emmanuel Cosquin, texte établi et présenté par Nicole Belmont, 2012 (BNF 42708385).
- Archives secrètes de Bretagne, 1940-1944, Henri Fréville, Ouest-France, 1985 (BNF 34865075).
- Trois Fées des mers, José Corti, 1998 (BNF 36994654).
- Contes de Basse-Bretagne : La Femme du loup gris, [collectés par] François-Marie Luzel, illustration d'Alice Charbin, L’École des Loisirs, 2003 (BNF 39084352).
- Fées des houles, sirènes et rois de mer, collecte de Paul Sébillot, Ouest-France, 2008 (BNF 41330693).
- Anciennes Complaintes de Bretagne, avec André Markowicz, Ouest-France, 2010 (BNF 42418747).

## Sources